# Katherine Reutter
Katherine Reutter-Adamek (* 30. Juli 1988 in Champaign als Katherine Reutter) ist eine ehemalige US-amerikanische Shorttrackerin.
Sie stand bereits mit vier Jahren auf dem Eis, zunächst aber noch im Eiskunstlaufen. Schnell wechselte sie jedoch und trainierte fortan Eisschnelllaufen und Inlineskating. Im Jahr 2005, mit 16 Jahren, gewann sie erste nationale Altersklassenmeisterschaften und wurde daraufhin an einem Junioren-Trainingszentrum in Marquette aufgenommen. Im Jahr 2007 nahm sie in Mladá Boleslav erstmals an Juniorenweltmeisterschaften teil. In der folgenden Saison 2007/08 debütierte sie im Weltcup und erreichte insgesamt fünf Podestplatzierungen. Bei den Weltmeisterschaften in Gangneung errang sie gleich bei ihrer ersten Teilnahme an Weltmeisterschaften im Erwachsenenbereich gute Platzierungen. Sie wurde über 1500 m Vierte, gewann das 3000-m-Superfinale und wurde Siebte in der Mehrkampfwertung. Auch in der Saison 2008/09 erreichte sie erneut sechs Podestplätze, darunter auch erstmals einen Weltcupsieg. Bei den Teamweltmeisterschaften in Heerenveen gewann sie mit ihren Teamkolleginnen Bronze, bei den Weltmeisterschaften in Wien wurde sie abermals Siebte im Mehrkampf.
Die Saison 2009/10 wurde Reutters endgültiger Durchbruch in die Weltspitze. Sie gewann über 1000 und 1500 m zwei Weltcuprennen. In der Weltcup-Disziplinwertung wurde sie über 1000 m Zweite und über 1500 m Dritte. Als nationale Meisterin qualifizierte sie sich für die Olympischen Spiele 2010 in Vancouver. Dort wurde sie Siebte über 500 m, Vierte über 1500 m, gewann Silber über 1000 m und Bronze in der 3000-m-Staffel. Auch bei den Weltmeisterschaften 2010 in Sofia gewann sie zwei Medaillen, jeweils Bronze über 1000 m und mit der Staffel. Im folgenden Jahr konnte sie bei den Weltmeisterschaften in Sheffield drei Medaillen gewinnen. Über 1500 m wurde sie erstmals Weltmeisterin, über 1000 m gewann sie Bronze und im Mehrkampf Silber. Hinzu kam ein zweiter Platz im 3000-m-Superfinale. Bronze holte sie zudem bei den Teamweltmeisterschaften 2011 in Warschau. Im Weltcup 2010/11 gewann sie über 1000 und 1500 m jeweils den Weltcup und wurde zudem Gesamtweltcupsiegerin. Erfolgreich verlief auch die erste Saisonhälfte im Weltcup 2011/12. Reutter erreichte sechs Podestplätze, darunter über 1000 und 1500 m insgesamt drei Weltcupsiege. Die zweite Saisonhälfte verpasste Reutter jedoch verletzungsbedingt.
Reutter zählt Bonnie Blair, fünffache Olympiasiegerin im Eisschnelllauf, zu ihren Vorbildern. Blair wuchs ebenfalls in Champaign auf. Reutter trainierte regelmäßig in der Höhe von Salt Lake City. Das Training dort musste sie selbst finanzieren, weshalb sie mehrere Sponsoren unterstützten, unter anderem auch das Champaign Police Department. Im Gegenzug war sie Patin gemeinnütziger Projekte.

## Privates
Seit 2021 lebt Reutter mit ihrem Ehemann Mark Adamek in Milwaukee.